# Ballochia atrovirgata
Ballochia atrovirgata är en akantusväxtart som beskrevs av Isaac Bayley Balfour. Ballochia atrovirgata ingår i släktet Ballochia och familjen akantusväxter. Inga underarter finns listade i Catalogue of Life.